# سس یوپی

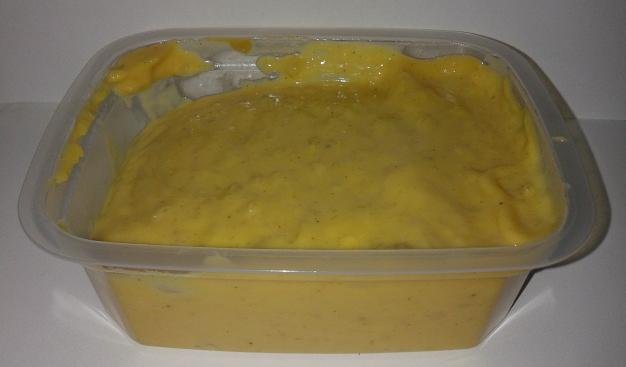
سس یوپی

سس یوپی (هلندی: Joppiesaus) یک سس اسنک هلندی است. این سس سرد و به رنگ زرد است و در رستوران‌های فست‌فود در هلند و بلژیک موجود است. سس یوپی معمولاً با سیب زمینی سرخ کرده، همبرگر یا سایر غذاهای سریع مصرف می‌شود.